# Graf DK 2

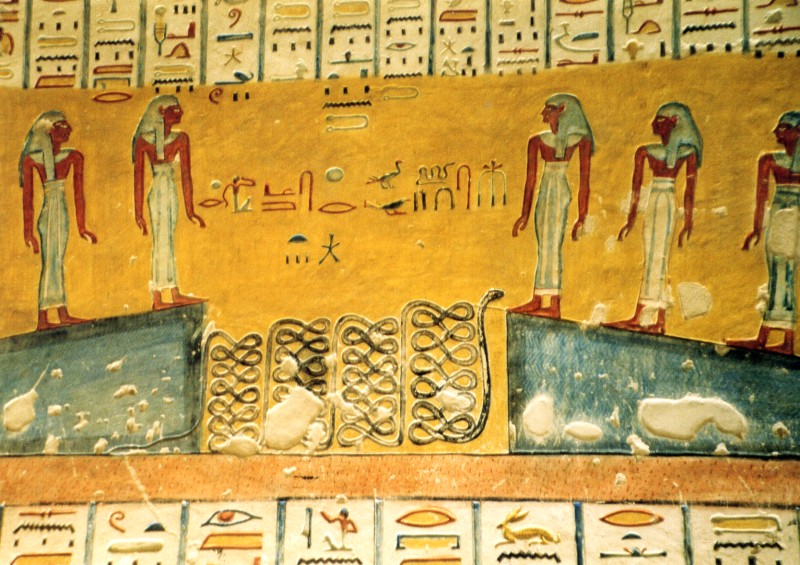
Wandbeschildering in Graf DK 2

Graf DK 2 is het graf van Ramses IV, een farao uit de 20e dynastie. Het graf ligt tussen DK 1 (van Ramses VII) en DK 7 (van Ramses II). Het graf is al open sinds de oudheid, en daarom is er ook veel graffiti in het graf, voornamelijk uit de faraonische tijd. Het graf is echter wel in een zeer goede staat, waardoor we nog goed zicht hebben op wandschilderingen waar scènes van het boek Amdoeat, en het boek der Hemel. Dit graf is in de loop der tijd vaak gebruikt als onderkomen voor christelijke heremieten, die ook veel inscripties hebben achtergelaten.
De sarcofaag is, vermoedelijk al in de oudheid, opengebroken, de mummie is door grafredders onder leiding van hogepriester Pinedjem II naar een ander onderkomen gebracht, namelijk graf DK 35, het graf van farao Amenhotep II.

## Opbouw graf
Het graf is gebouwd als een simpele, lange gang, waardoor men uiteindelijk in de grafkamer uitkomt.
Na de ingang van het graf komt men in een gang die in drie stukken is verdeeld. In het eerste en het tweede gedeelte van de gang staan op de muren delen van de Litanie van Ra. Ook is er een wandschildering die een afbeelding laat zien waar Ramses IV voor de god Re-Harachte staat. Op het plafond zijn scarabeeën en gieren geschilderd met daarbij alle namen van Ramses IV. In het tweede gedeelte van de gang zijn schilderingen van de demonen die in de onderwereld leven.
In het derde gedeelte zijn schilderingen uit het Boek der Spelonken, uit de eerste twee hoofdstukken.
In de pijlerhal, die je daarna betreedt, zijn delen van het dodenboek geschilderd, met name van hoofdstuk 125, waar de dode voor Osiris moet verschijnen.
Daarna is er de grafkamer, waar de opengebroken sarcofaag staat.